# Дивус
Дивус (на латински: Divus, Divae, Diva; „Бог“ или „божествен“) е титла на римския император и неговите близки, която им се дава след смъртта им.
В римския императорски култ това означава, че починалият е приет в римския античен пантеон от божества. За тази процедура е необходимо решение на Сената (consecratio) и се потвърждава чрез церемониална обиколка на статуята на Дивус с тамян.
Императорът пътува към небето или с крилата колесница с четири коня или е придружаван от Господарят на всички времена в образа на крилато божествено момче.
Церемонията, наречена също Апотеоза (Apotheose, Apotheosis, гръцки: ἀποθεόω, apotheoō, apo-„далече-, на далече“, theós „Бог") се прави за пръв път при Гай Юлий Цезар, който става Дивус Юлий (Divus Iulius). Неговият осиновен син Октавиан, по-късният Август, става още когато е жив Divi filius („Син Божий“) и след смъртта му е почетен като Divus Augustus.